# Medalha de Ouro Othmer
A Medalha de Ouro Othmer (em inglês:  Othmer Gold Medal) é uma condecoração da Chemical Heritage Foundation, da American Chemical Society (ACS), do American Institute of Chemical Engineers (AIChE), do Chemists’ Club e da Seção US da Société de Chimie Industrielle, por contribuições e avanços na química em amplo sentido. É concedida anualmente desde 1997, em memória de Donald Frederick Othmer, industrial químico dos Estados Unidos. A medalha é concedida em 15 de maio, o Chemical Heritage Foundation Day.
O recipiente pode também definir uma instituição que recebe uma coleção de 26 volumes da Kirk-Othmer Encyclopedia of Chemical Technology.

## Recipientes
- 1997 Ralph Landau
- 1998 Mary Lowe Good
- 1999 Pindaros Roy Vagelos
- 2000 Carl Djerassi
- 2001 Gordon Moore
- 2002 Robert Langer
- 2003 John Baldeschwieler, George Simms Hammond
- 2004 Jon Huntsman senior
- 2005 James Watson
- 2006 Ronald Breslow
- 2007 Thomas Cech
- 2008 Yuan Lee
- 2009 Ahmed Zewail
- 2010 George Whitesides
- 2011 Kazuo Inamori
- 2012 Marye Anne Fox
- 2013 Harry Barkus Gray
- 2014 Kiran Mazumdar-Shaw

### Galeria

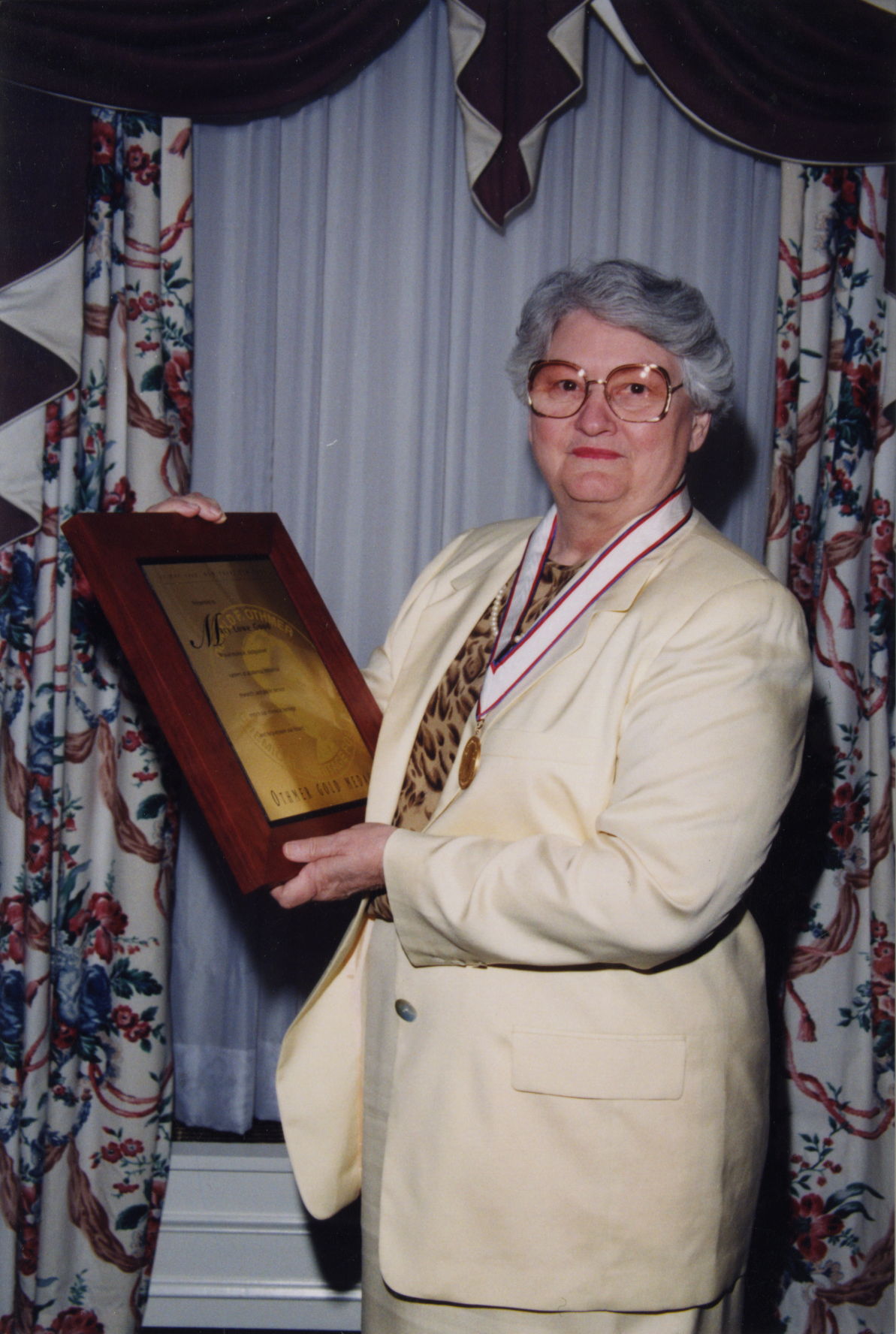
Mary Lowe Good (1998)
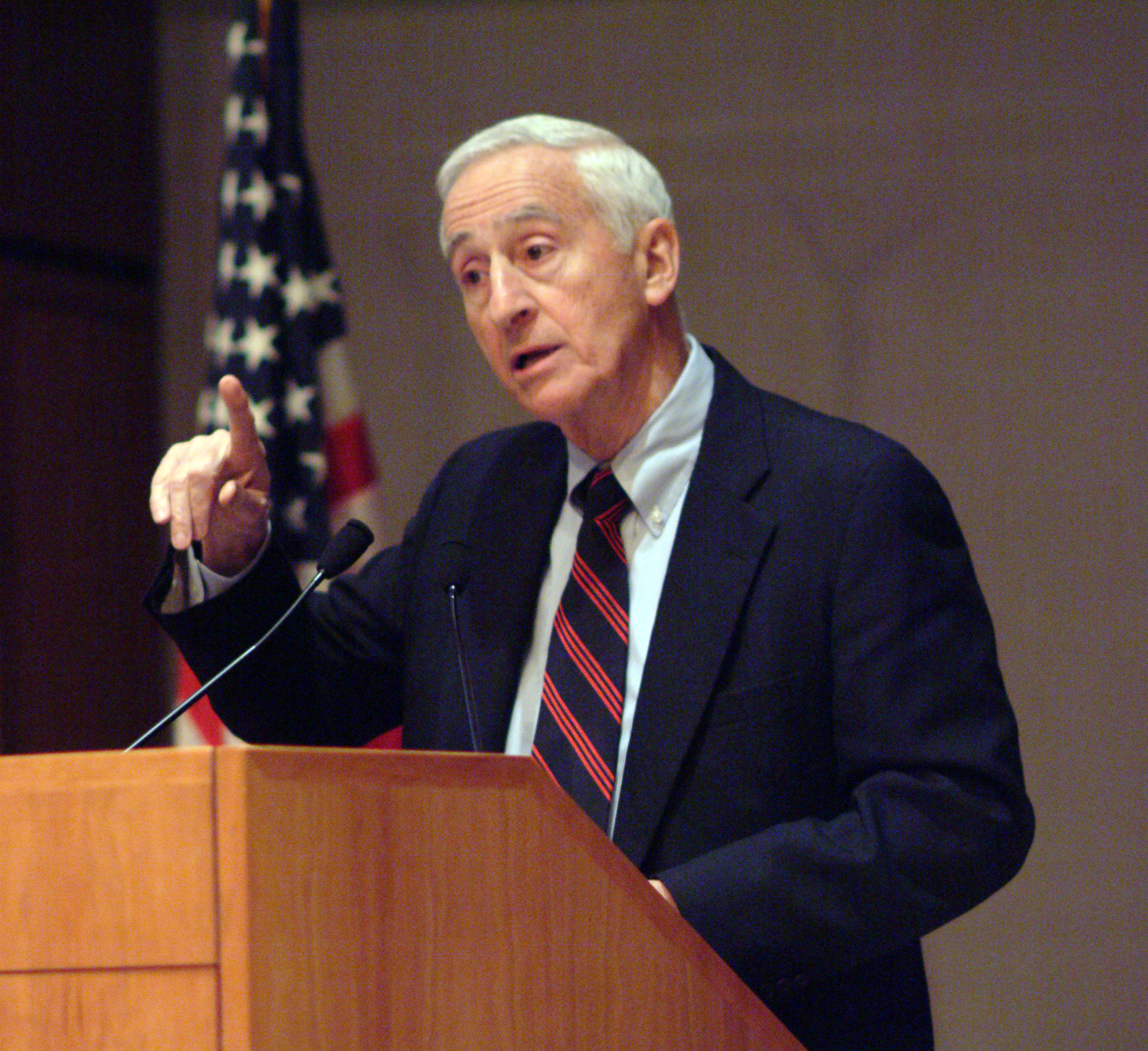
P. Roy Vagelos (1999; Photo aus dem Jahr 2005)
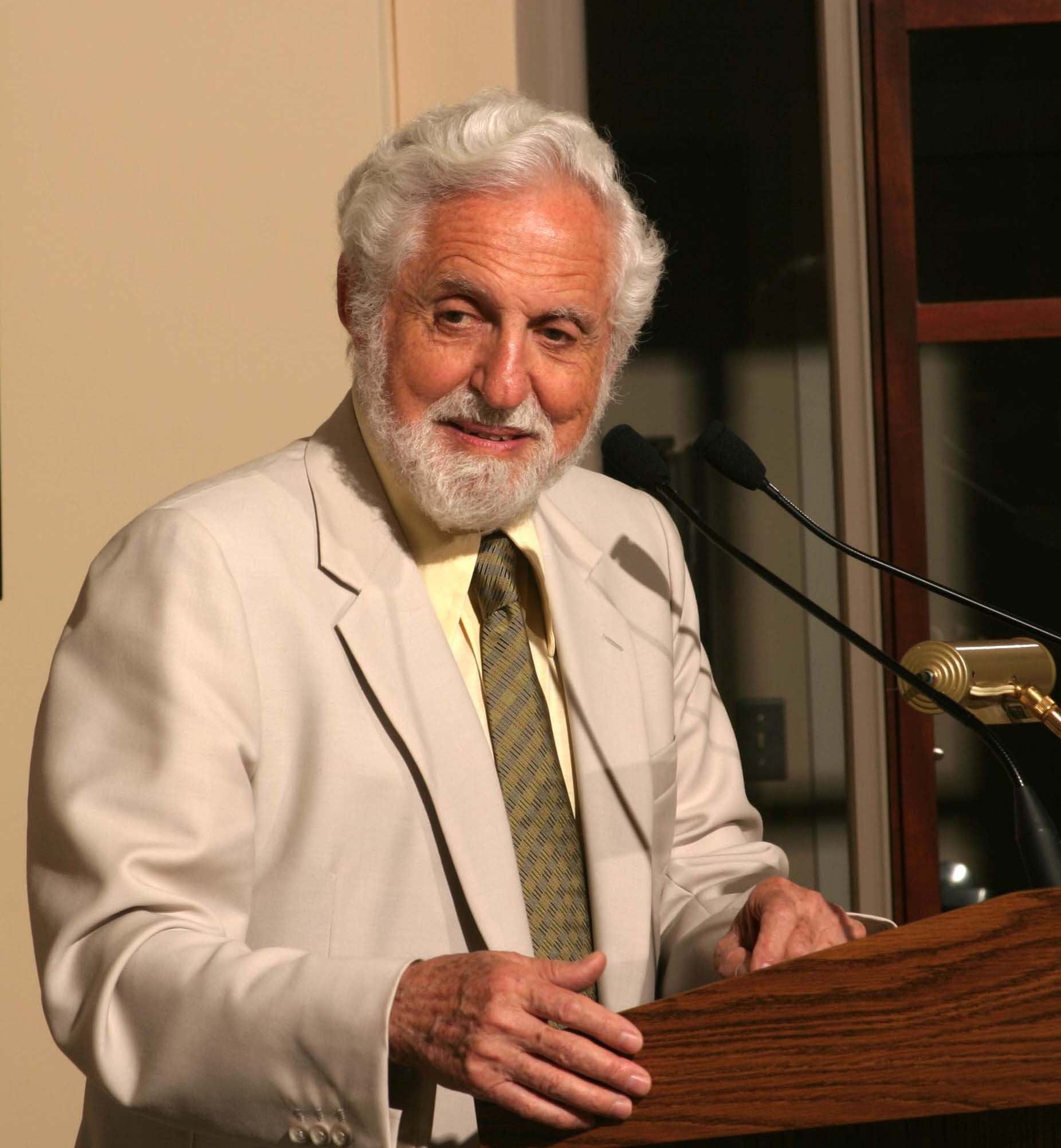
Carl Djerassi (2000; Photo aus dem Jahr 2004)
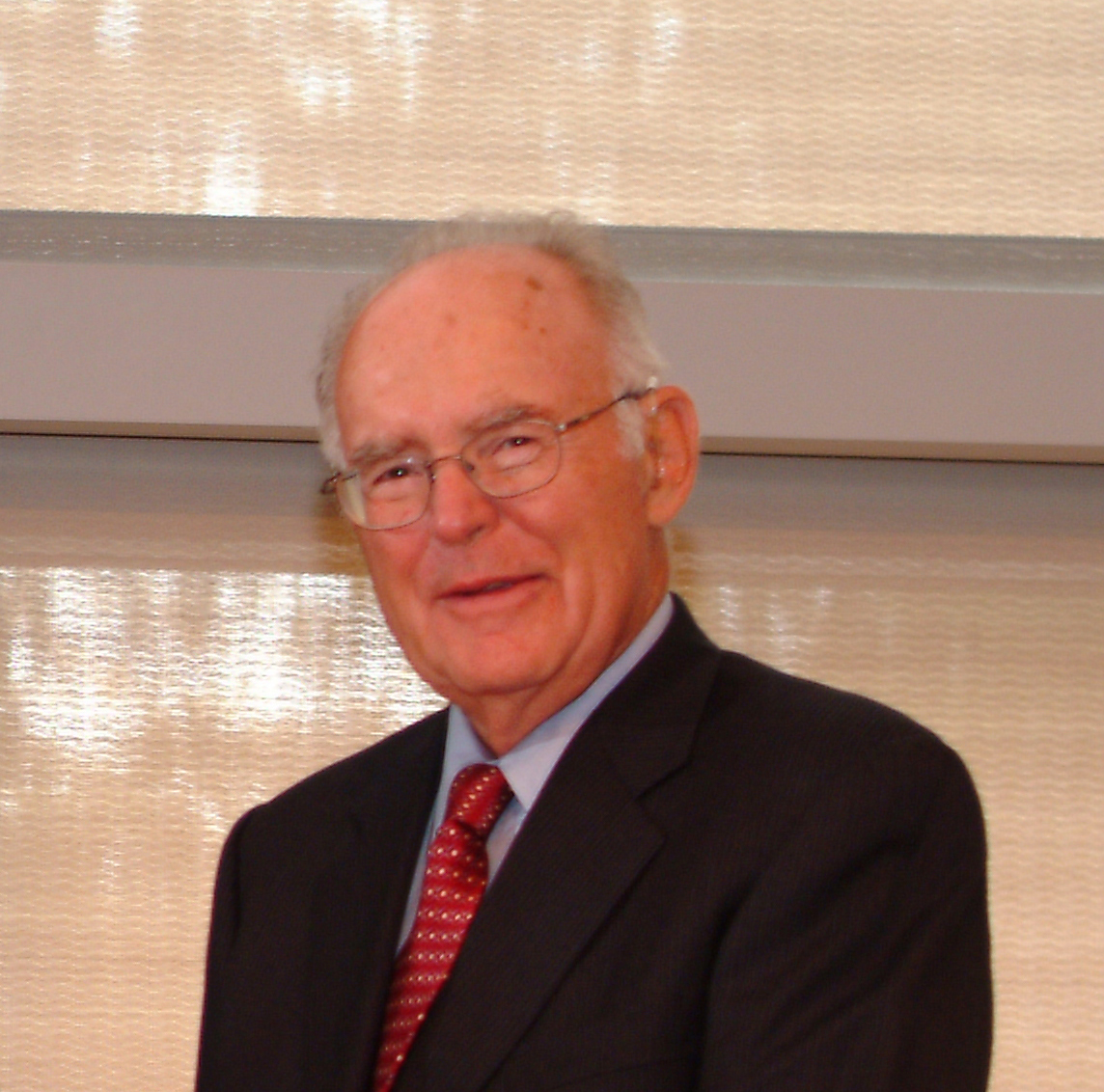
Gordon Moore (2001; Photo aus dem Jahr 2004)
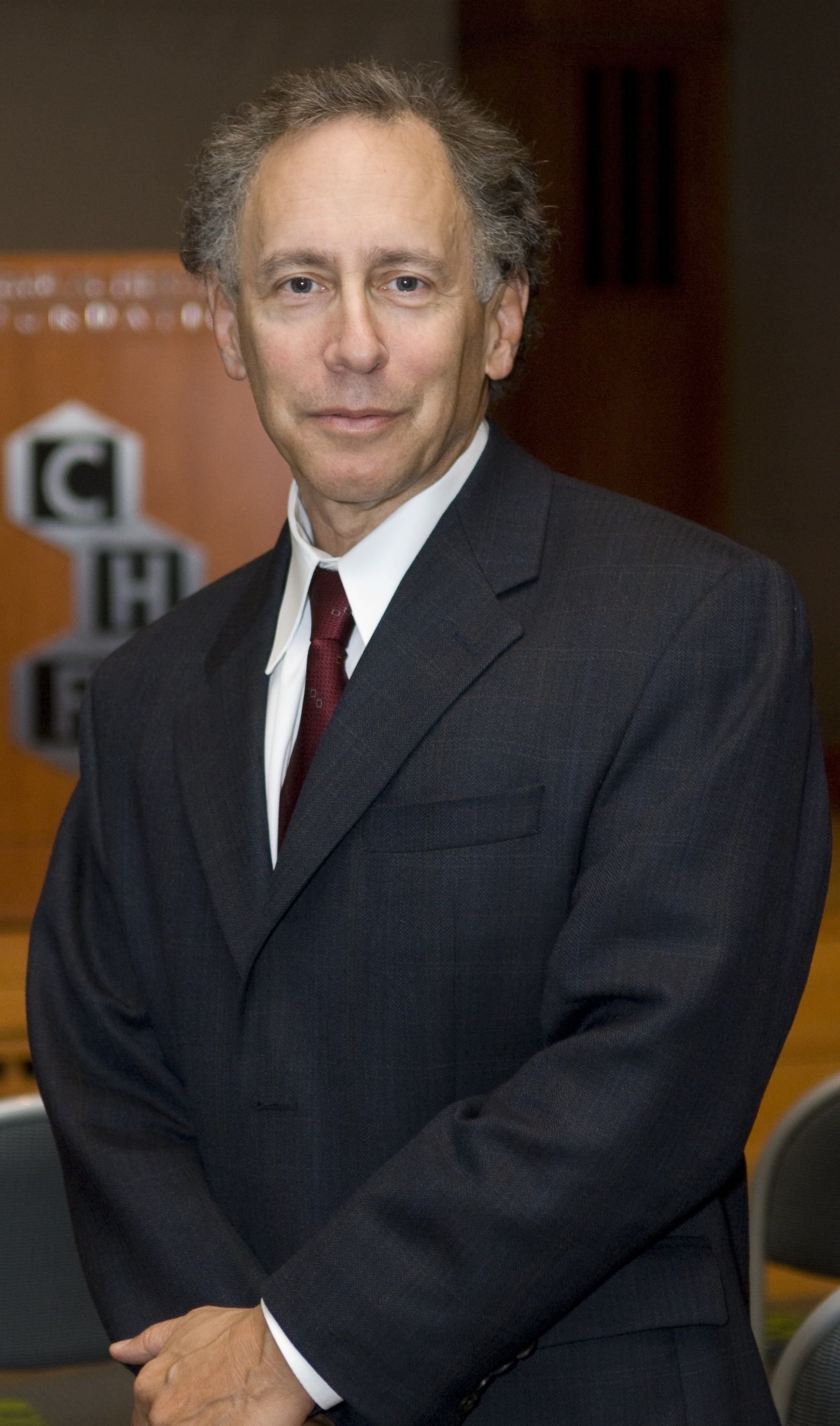
Robert Langer (2002; Photo aus dem Jahr 2008)
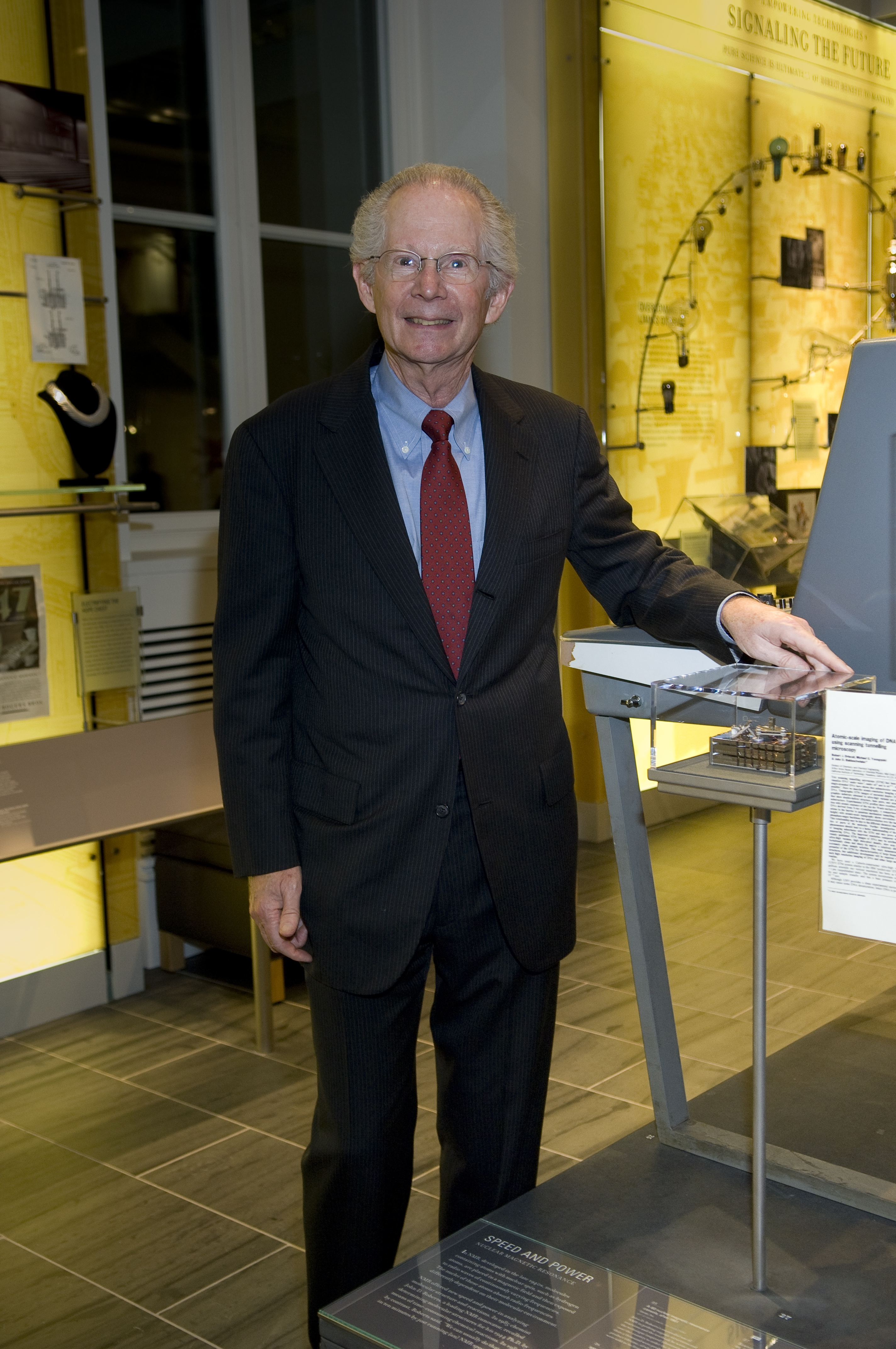
John D. Baldeschwieler (2003; Photo aus dem Jahr 2008)
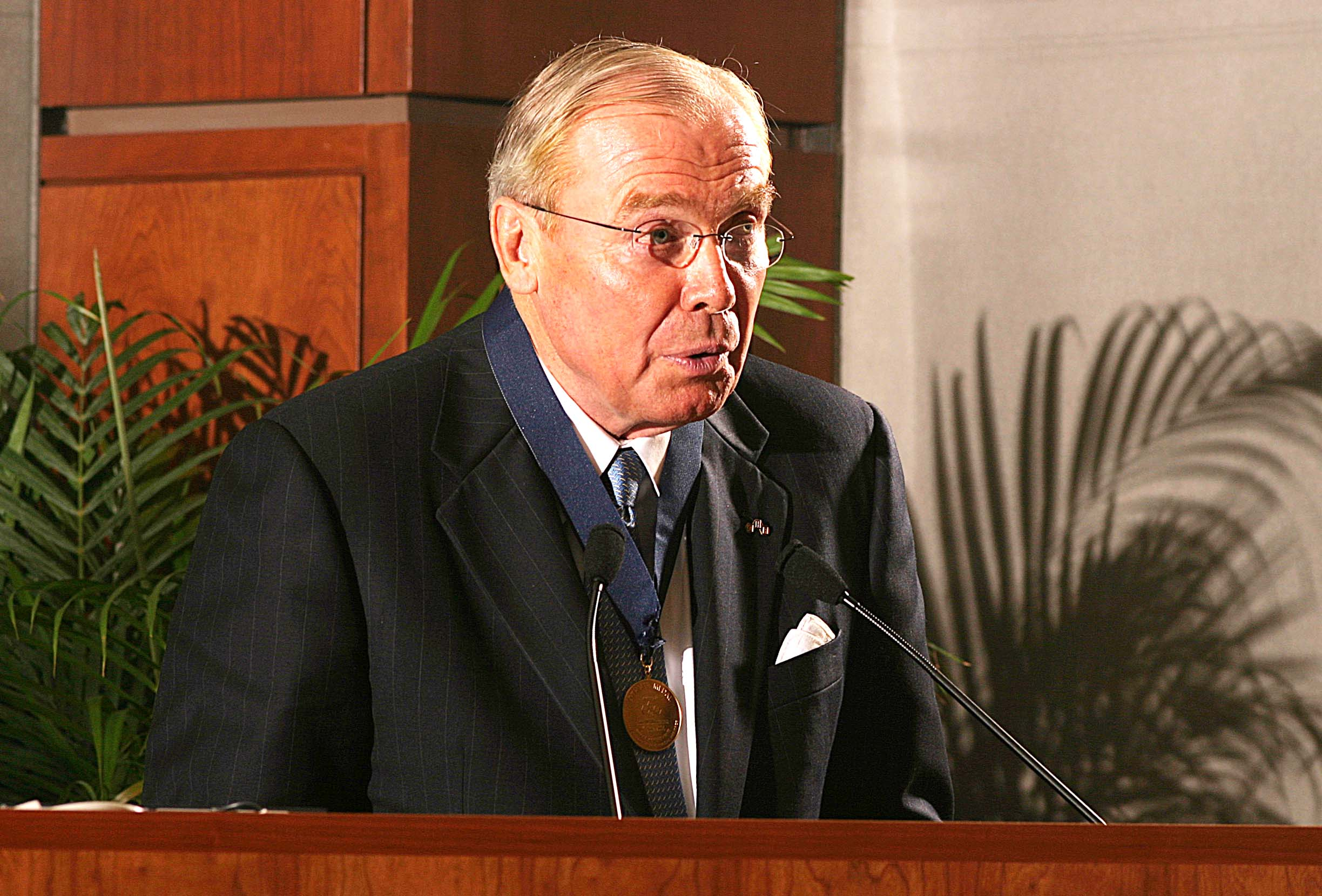
Jon Huntsman, Sr. (2004)
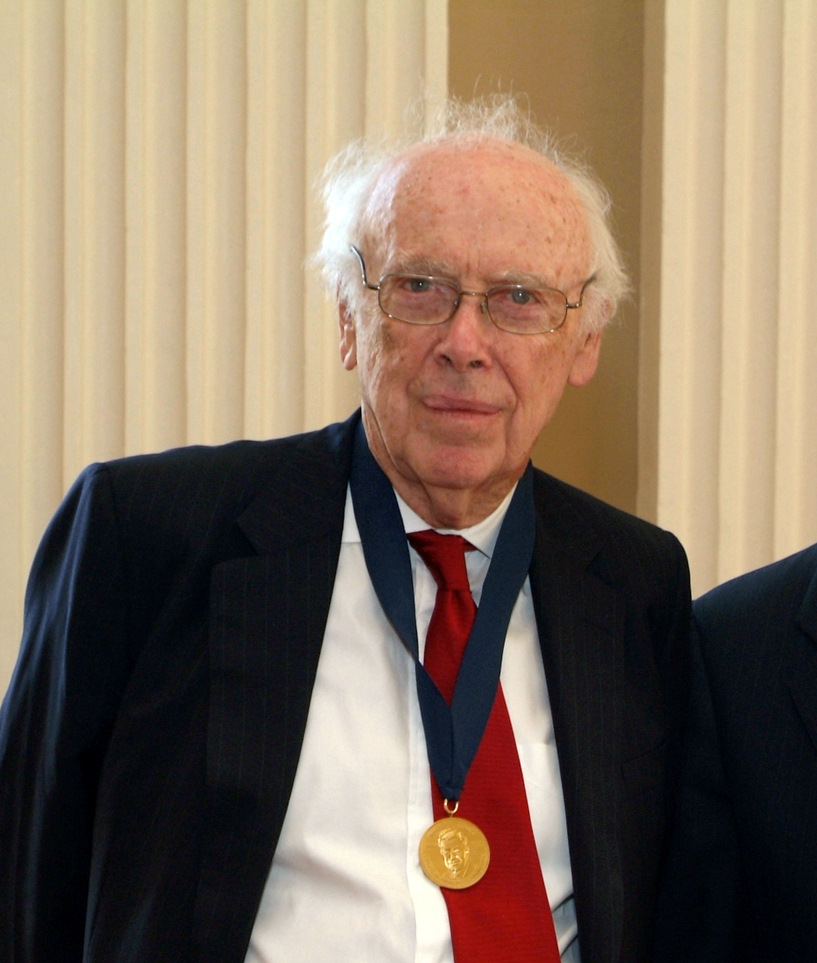
James D. Watson (2005)
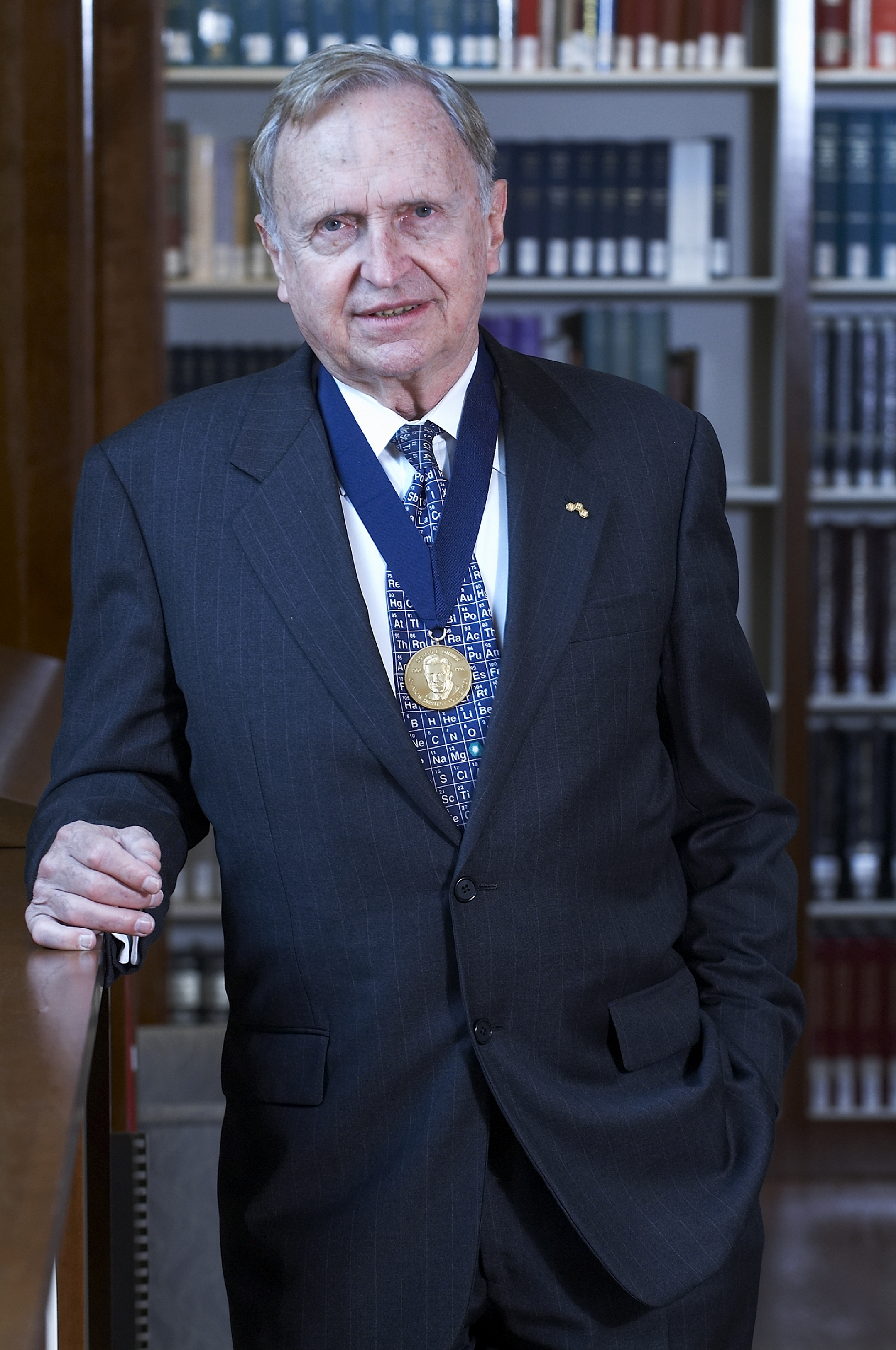
Ronald Breslow (2006)
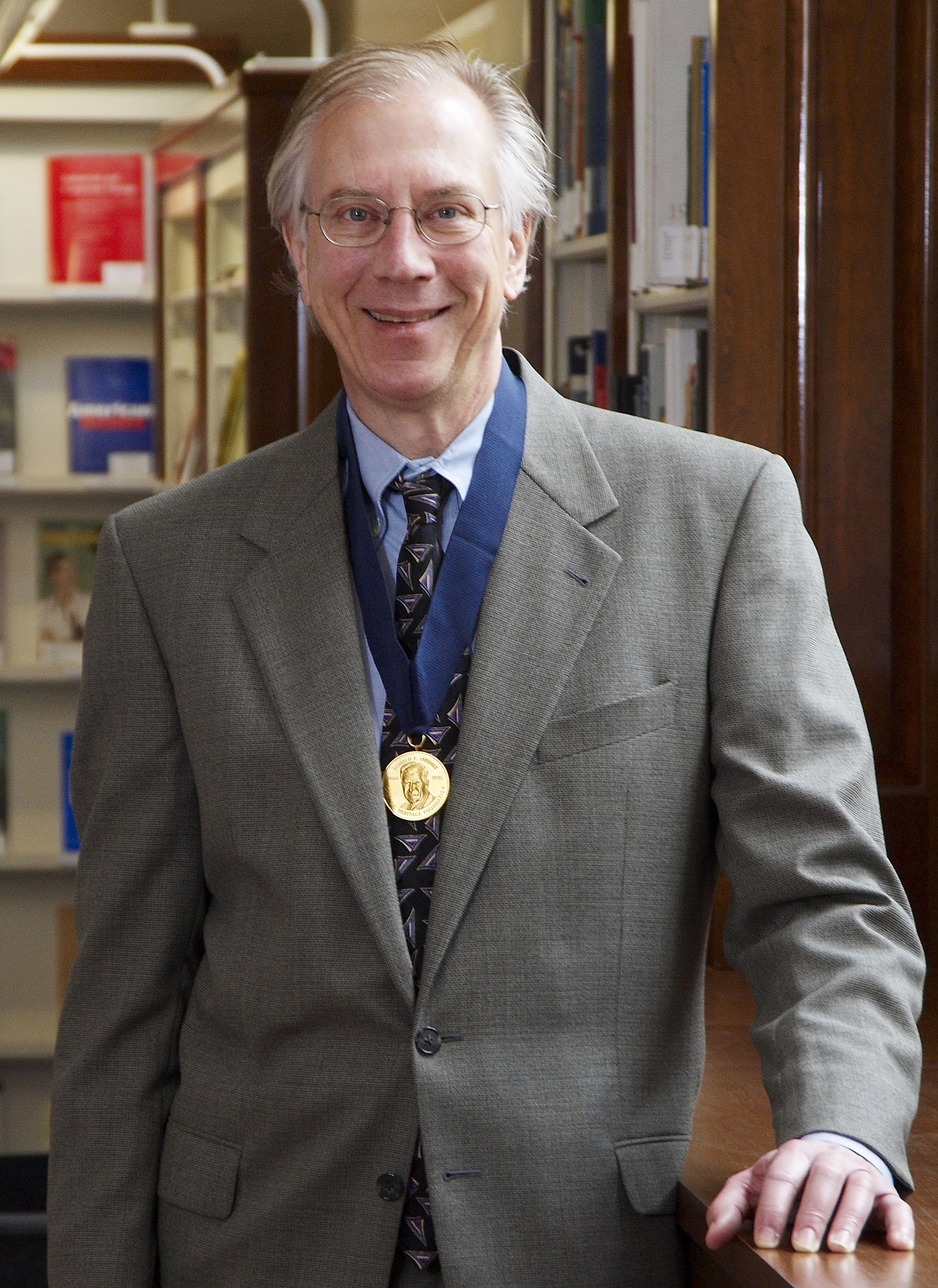
Thomas Cech (2007)
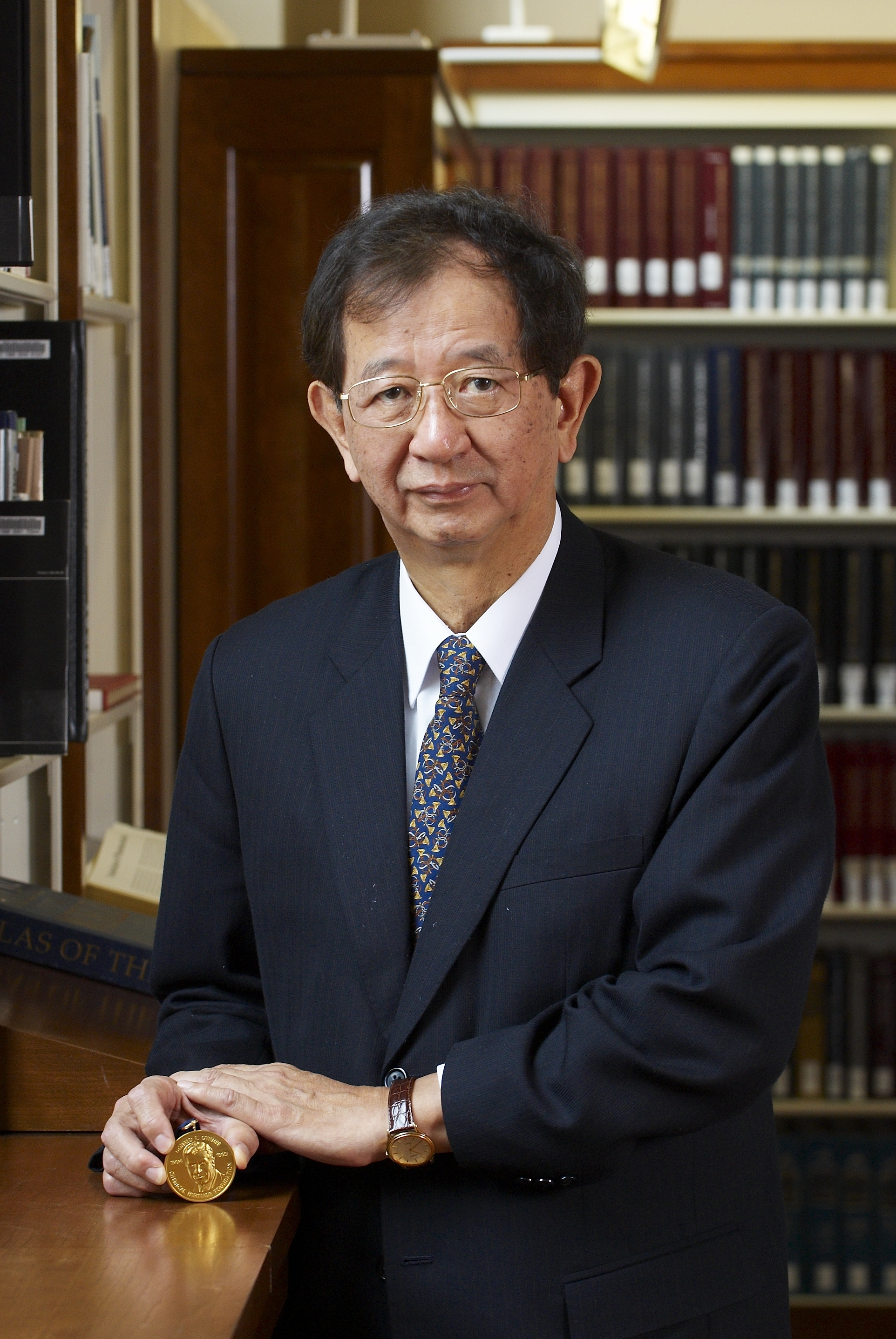
Yuan Tseh Lee (2008)
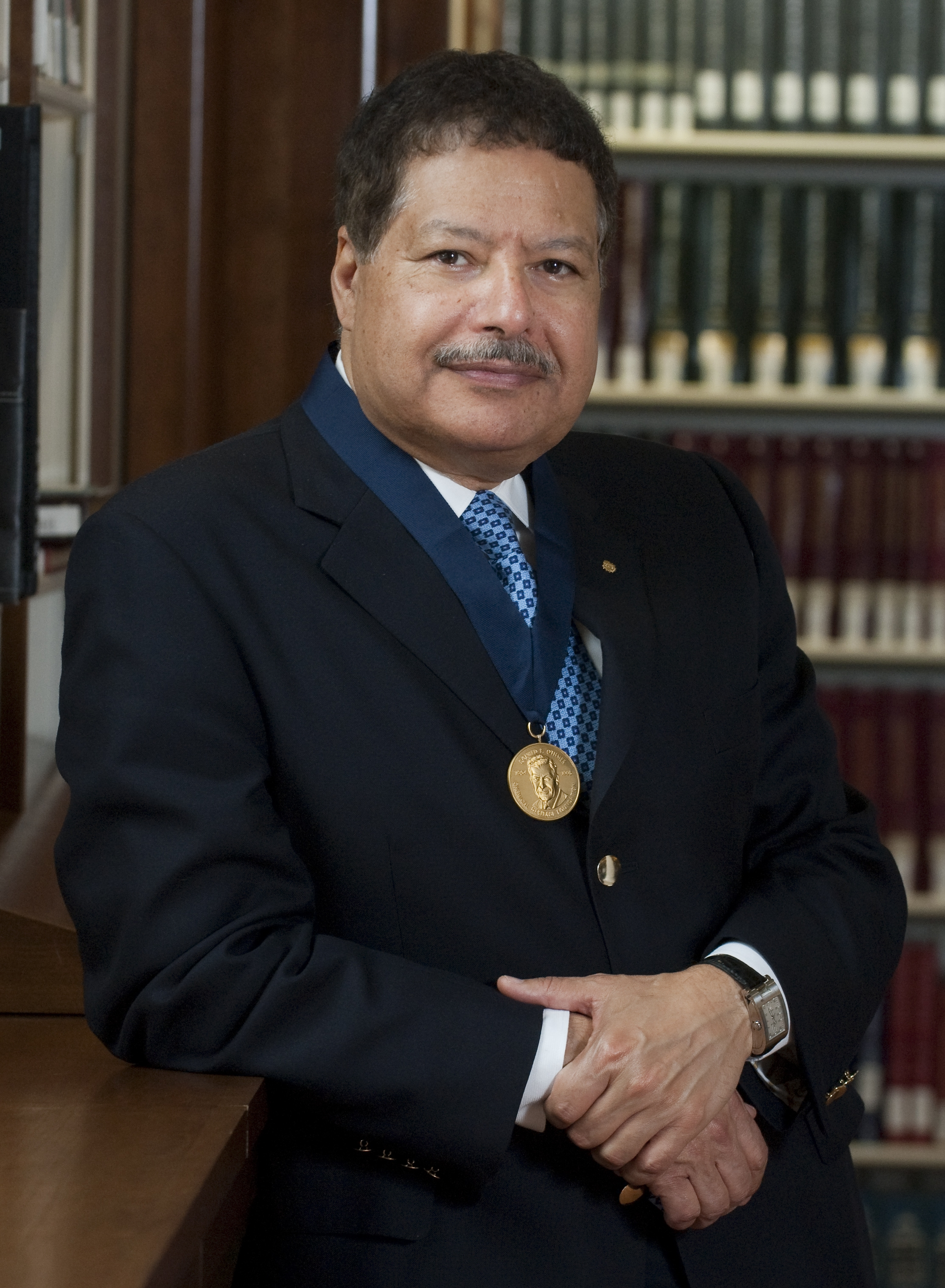
Ahmed Zewail (2009)
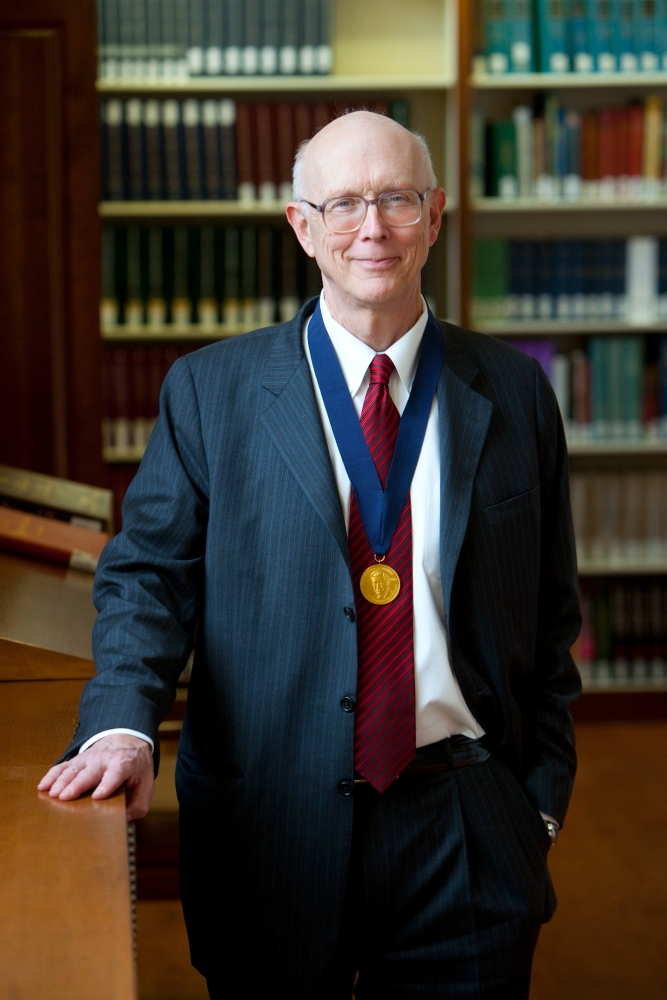
George Whitesides (2010)
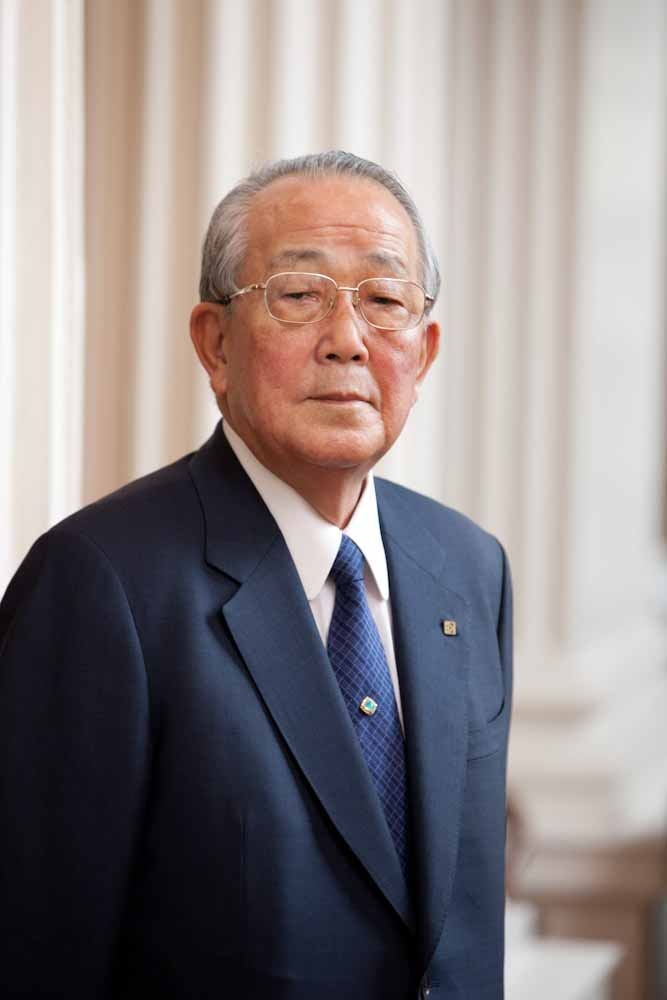
Kazuo Inamori (2011)
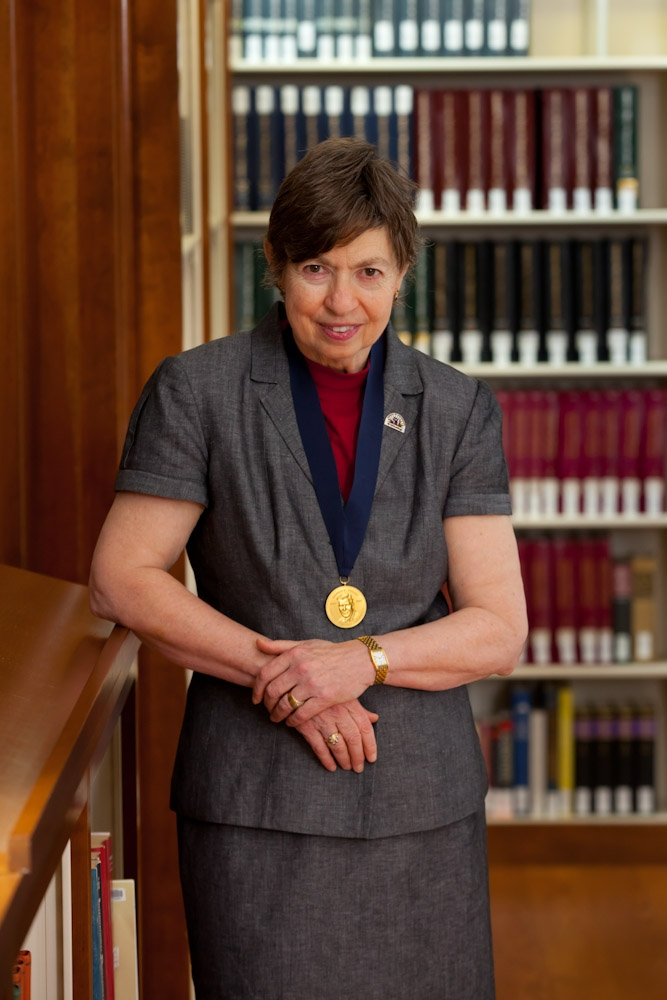
Marye Anne Fox (2012)
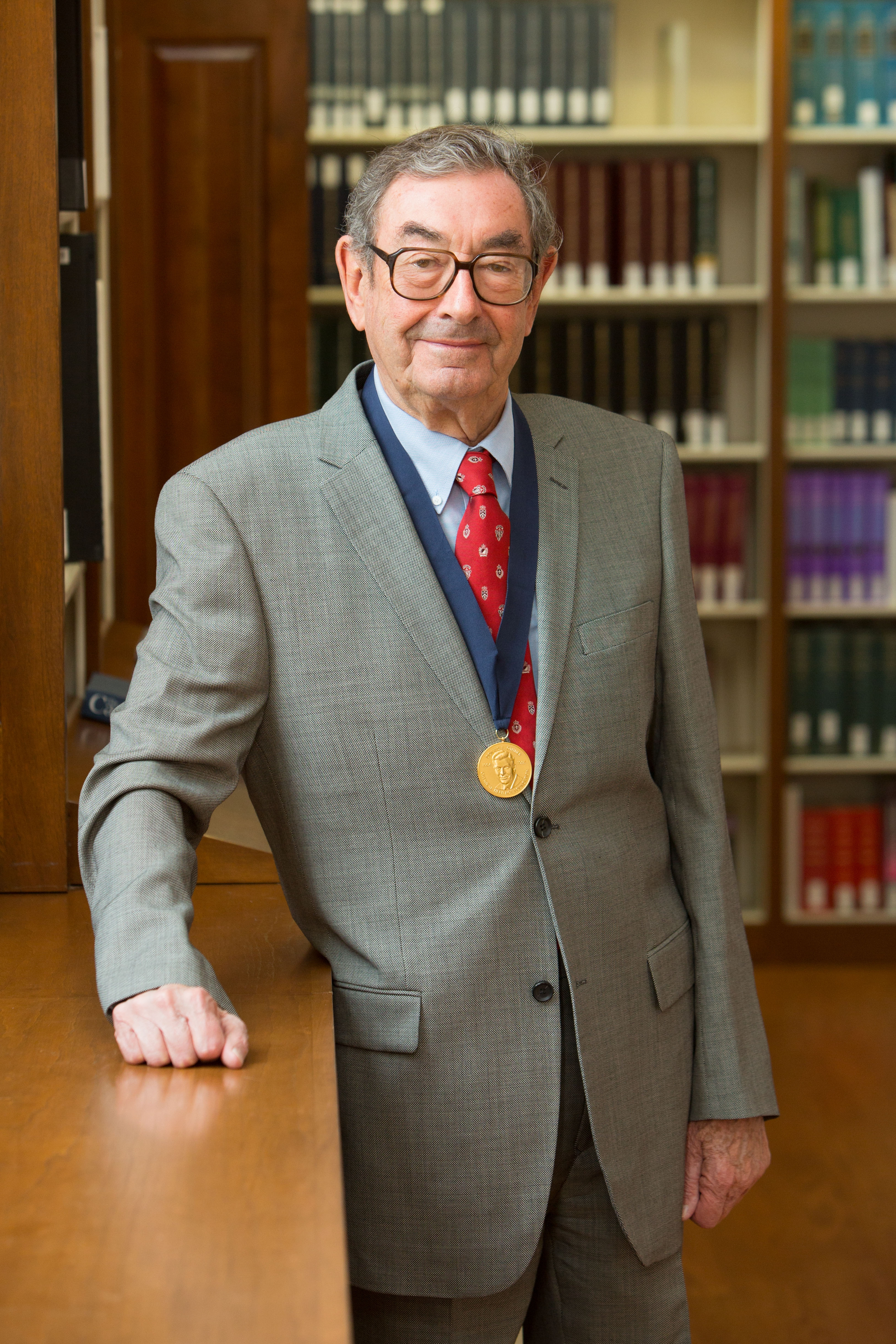
Harry Gray (2013)
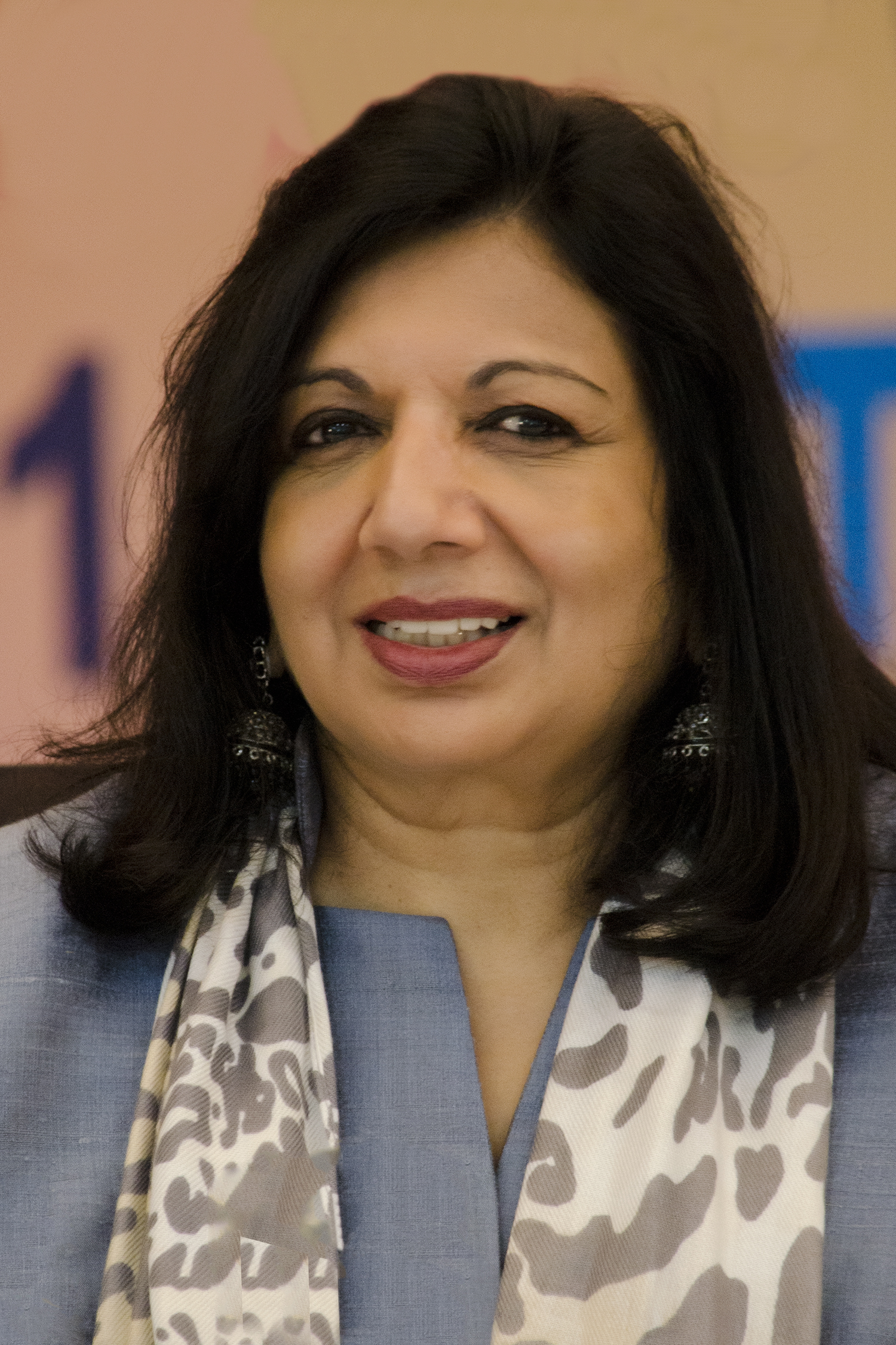
Kiran Mazumdar-Shaw (2014)